# Arcade Pool
Arcade Pool est un jeu vidéo de billard développé par Mario Savoia et édité par Team17 en 1994 sur Amiga, Amiga CD32 et DOS. Le jeu est une simulation de billard vue de dessus, réputée pour sa physique réaliste.

## Système de jeu
Arcade Pool propose de nombreuses variantes de billard britannique et américaine, utilisant deux jeux de balles différents : le standard britannique (rouge et jaune) et le standard américain (cercles et bandes). Le joueur peut affronter des adversaires contrôlés par l'ordinateur, nommés d'après des membres de l'équipe de développement de Team17 , dont Martyn Brown, le directeur créatif, représente l'adversaire le plus redoutable. Les adversaires les moins difficiles portent le nom de membres du magazine Amiga Power, alimentant ainsi la rivalité entre Team17 et cette publication.

## Heritage
Une suite, Arcade Pool 2(également stylisée Arcade Pool II), a été publiée en 1999 par Hasbro Interactive via leur label MicroProse. Cette version proposait une mise à jour et une refonte du jeu original, incluant des modes de jeu supplémentaires et la possibilité de jouer en ligne.